# Cárdenas (Familienname)
Cárdenas bzw. Cardenas ist ein spanischer Familienname.

## Namensträger

### A
- Adán Cárdenas (1836–1916), nicaraguanischer Politiker, Staatspräsident 1883 bis 1887
- Alejandro Cárdenas (* 1974), mexikanischer Leichtathlet
- Alonso de Cárdenas (1592–1664), spanischer Adeliger und Diplomat
- Andrés Napoleón Romero Cárdenas (* 1967), dominikanischer Geistlicher, Bischof von Barahona

### B
- Barbara Cárdenas Alfonso (* 1954), deutsche Politikerin

### C
- Cándido Cárdenas Villalba (* 1941), paraguayischer Geistlicher, Bischof von Benjamín Aceval
- Carlos de Cárdenas Culmell (1904–1994), kubanischer Segler
- Carlos de Cárdenas Plá (1932–1990), kubanischer Segler
- Clayton Cardenas (* 1985), US-amerikanischer Schauspieler und Produzent
- Cuauhtémoc Cárdenas Solórzano (* 1934), mexikanischer Politiker

### D
- Darian Cardenas Ruda (* 1995), deutscher Basketballspieler

### E
- Edgar Cardenas (* 1974), mexikanischer Boxer
- Elsa Cárdenas (* 1935), mexikanische Schauspielerin
- Enrique Cárdenas, chilenischer Fußballspieler
- Evaristo Cárdenas (1911–1996), mexikanischer Fußballspieler und -funktionär
- Ezequiel Cárdenas Guillén (Tony Tormenta; 1962–2010), mexikanischer mutmaßlicher Verbrecher

### F
- Félix Cárdenas (* 1972), kolumbianischer Radrennfahrer
- Fernando Cárdenas (Reiter) (* 1972), kolumbianischer Springreiter
- Fernando Cárdenas (Fußballspieler) (* 1988), kolumbianischer Fußballspieler

### G
- Gabriela Cárdeñas (1958–2022), peruanische Volleyballspielerin
- García López de Cárdenas, spanischer Entdecker und Konquistador

### H
- Héctor Cárdenas Rodríguez (* 1936), mexikanischer Diplomat
- Hélan Jaworski Cárdenas (1936–2009), peruanischer römisch-katholischer Theologe und Hochschullehrer

### J
- Javier Cárdenas (Moderator) (* 1970), spanischer Radio- und Fernsehmoderator
- Javier Cárdenas Martínez (1952–2022), mexikanischer Fußballspieler
- Jorge de Cárdenas (* 1933), kubanischer Segler
- Jorge Cárdenas (Gewichtheber) (* 1997),  mexikanischer Gewichtheber
- Jorge Cárdenas (Schauspieler), kolumbianischer Schauspieler
- Jorge de Cárdenas y Manrique de Lara (1584–1644), spanischer Staatsmann und militärischer Anführer
- José María Cárdenas (* 1985), mexikanischer Fußballspieler
- Juan Carlos Cárdenas Toro (* 1968), kolumbianischer Geistlicher, Bischof von Pasto
- Julio Cárdenas († 1916), mexikanischer Revolutionär

### L
- Lázaro Cárdenas Batel (* 1964), mexikanischer Politiker
- Lázaro Cárdenas del Río (1895–1970), mexikanischer Politiker, Staatspräsident 1934 bis 1940
- Leonel Cárdenas (* 2000), mexikanischer Squashspieler
- Lorenzo Cárdenas Aregullín (* 1937), mexikanischer Priester und Bischof von Papantla
- Luis Cárdenas (* 1993), mexikanischer Fußballspieler
- Luis Ignatius Peñalver y Cárdenas (1749–1810), kubanischer katholischer Geistlicher, erster Bischof von New Orleans, Erzbischof von Santiago de Guatemala

### M
- Margarito Salazar Cárdenas (* 1958), mexikanischer Geistlicher, Bischof von Matehuala
- Marguerite Blume-Cárdenas (* 1942), deutsche Bildhauerin
- María del Carmen Cárdenas (* 1959), mexikanische Marathonläuferin
- Maritza Pérez Cárdenas (* 1967), kubanische Judoka
- Martín Cárdenas (Botaniker) (1899–1973), bolivianischer Botaniker
- Martín Cárdenas (Rennfahrer) (* 1982), kolumbianischer Motorradrennfahrer
- Miguelina Acosta Cárdenas (1887–1933), peruanische Juristin

### N
- Nena Cardenas (1932–2020), philippinische Schauspielerin

### O
- Osiel Cárdenas Guillén (* 1967), mexikanischer Verbrecher und ehemaliger Anführer des Golf-Kartells

### P
- Patty Cardenas (* 1984), US-amerikanische Wasserballspielerin
- Paulo Cárdenas (* 1988), chilenischer Fußballspieler
- Pedro Pablo Elizondo Cárdenas (* 1949), mexikanischer Ordensgeistlicher und römisch-katholischer Bischof
- Peter Cárdenas Schulte, peruanischer Terrorist

### R
- Rafael Cardenas, spanischer Fotograf
- Raúl Cárdenas (1928–2016), mexikanischer Fußballspieler und -trainer
- Rayén Cárdenas (* 1996), argentinische Handballspielerin
- Regla María Cárdenas (* 1975), kubanische Siebenkämpferin und Weitspringerin
- Rodrigo Cárdenas (* 1994), chilenischer Leichtathlet
- Rubén Cárdenas, mexikanischer Fußballspieler

### S
- Silviano Carrillo y Cárdenas (1861–1921), mexikanischer Geistlicher, Bischof von Sinaloa
- Steve Cardenas (Musiker) (* 1959), US-amerikanischer Gitarrist
- Steve Cardenas (Schauspieler) (Stephen Antonio Cardenas; * 1974), US-amerikanischer Schauspieler und Kampfsportler

### T
- Tony Cardenas (* 1963), US-amerikanischer Politiker

### V
- Víctor Hugo Cárdenas Conde (* 1951), bolivianischer Politiker